# 楊正中
楊正中（1954年—），中華民國政治人物，中國國民黨籍，曾任臺中市議員。